# Gao Chen
Gao Chen (chinesisch 高晨; * 11. August 1992 in Dalian, Liaoning) ist eine chinesische Fußballspielerin.

## Karriere

### Vereine
Bis Ende 2019 war sie beim Dalian WFC aktiv. Nach dessen Auflösung wechselte sie anschließend zu Changchun Dazhong Zhuoyue.

### Nationalmannschaft
Mit der chinesischen U17 nahm sie an der Weltmeisterschaft 2014 teil und kam hier auf drei Einsätze.
Ihr Debüt bei der A-Nationalmannschaft hatte sie vor den Olympischen Spielen 2016, wo sie bei einer 0:3-Freundschaftsspielniederlage gegen Frankreich zur 71. Minute für Liu Shanshan eingewechselt wurde. Danach war sie beim Olympiaturnier auch drei Mal im Einsatz. Nach dem Algarve-Cup 2017 und weiteren Freundschaftsspielen kam sie dann aber erst einmal nicht mehr zum Einsatz.
Erst bei der Asienmeisterschaft 2022 war sie wieder mit am Start, bei welcher sie mit ihrem Team am Ende den Titel gewann. Im Sommer war sie dann auch noch bei der Ostasienmeisterschaft 2022 dabei und kam hier zu zwei Partien mit Spielzeit.
Am 5. Juli 2023 wurde sie für den finalen Kader bei der Weltmeisterschaft 2023 nominiert.